# Čierny Potok
Čierny Potok és un poble i municipi d'Eslovàquia. Es troba a la regió de Banská Bystrica.

## Història
La primera menció escrita de la vila es remunta al 1955.

## Demografia
| Godina             | 1994 | 2004   | 2014   | 2024    |
| ------------------ | ---- | ------ | ------ | ------- |
| Nombre de persones | 166  | 156    | 153    | 119     |
| Diferència         |      | −6,02% | −1,92% | −22,22% |

| Godina             | 2023 | 2024   |
| ------------------ | ---- | ------ |
| Nombre de persones | 126  | 119    |
| Diferència         |      | −5,55% |